# Patrick Heckmann
Patrick Heckmann (* 27. Februar 1992 in Mainz, Rheinland-Pfalz) ist ein deutscher Basketballspieler.

## Karriere
Als Jugendlicher spielte er Fußball, Handball und betrieb Schwimmsport. Als Fünftklässler am Mainzer Gymnasium Theresianum brachte ihn ein Sportlehrer zum Basketball. Der 1,96 m große und 89 kg schwere Heckmann begann seine Basketballkarriere beim ASC Theresianum Mainz und durchlief dort sämtliche Jugendmannschaften von der U14 bis zur U18. Er schaffte bereits mit 15 Jahren den Sprung in die erste Mannschaft, für die er in der 1. Regionalliga spielte. Als Jugendlicher wurde er auch am Basketball-Internat Speyer/Bad Dürkheim gefördert. In der Saison 2007/08 gewann Heckmann, der sich vor allem durch sein Spielverständnis und seine Vielseitigkeit auszeichnet, mit der Mainzer Herrenmannschaft den Meistertitel in der 1. Regionalliga Südwest.
In der Saison 2008/09 ging Heckmann für ein Jahr an die Cheyenne Mountain Highschool in Colorado Springs (Vereinigte Staaten) und machte dort seinen Highschool-Abschluss. Nach seiner Rückkehr nach Mainz führte er die NBBL-Mannschaft des ASC Theresianum Mainz (später SG Rheinhessen) zum Aufstieg in die NBBL und in ihrem ersten Jahr in die Playoffs. Heckmann wurde nach der Saison zum MVP der Liga gewählt und war mit 23,6 Punkten bester Korbschütze.
In der Sommerpause wechselte Heckmann zum TV Langen in die 2. Bundesliga ProB. In der Saison 2010/11 erzielte er für die Mannschaft 12,0 Punkte im Schnitt und war damit der drittbeste Korbjäger seiner Mannschaft.
In seiner NBBL-Abschlusssaison 2010/11 erzielte Heckmann durchschnittlich 24,2 Punkte und 9,5 Rebounds und unterstrich mit 2,2 Assists, 1,7 Steals und 1,5 Blocks seine Vielseitigkeit.
Großen Anteil hatte Heckmann am bis dahin besten Abschneiden (fünfter Platz) einer deutschen U20-Nationalmannschaft bei der Europameisterschaft in Bilbao, bei der er 8,7 Punkte im Schnitt erzielte und bei der Wiederholung dieses Erfolges im Folgejahr, bei der er 7,3 Punkte pro Spiel erreichte. Bei der U18-EM 2010 in Vilnius in Litauen war er mit 12,3 Punkten im Schnitt bester Korbschütze der deutschen Mannschaft. Seine Bestleistung im Nationaltrikot stellte er bei diesem Turnier mit 27 Punkten gegen Serbien auf.
Während der Sommerpause 2011 wechselte Heckmann in die Vereinigten Staaten an das Boston College in Chestnut Hill (Massachusetts). Am 25. November 2011 stellte er in der Partie gegen UC Riverside seinen persönlichen NCAA-Rekord von 32 Punkten auf. Seine erste Saison in der NCAA, in der er lange aufgrund von Pfeiferschen Drüsenfieber ausfiel, schloss Heckmann mit einem Punkteschnitt von 8,3 ab.
Am 22. Mai 2012 wurde Heckmann von Bundestrainer Svetislav Pešić erstmals in die A-Nationalmannschaft berufen und gab am 2. August bei einem Testspiel gegen den Iran sein Debüt, bei dem er fünf Punkte in fünf Minuten erzielte. Zuvor hatte er mit der U20-Nationalmannschaft das EM-Ergebnis aus dem Vorjahr bestätigt und beim Turnier in Slowenien erneut den fünften Platz belegt.
Heckmann gehörte bis zum Ende des Spieljahres 2014/15 zur Mannschaft des Boston College. Während seiner vierjährigen Zugehörigkeit zur Hochschulmannschaft bestritt er 118 Spiele und erzielte im Durchschnitt 7,1 Punkte, 3,0 Rebounds sowie 1,7 Korbvorlagen.
Zur Saison 2015/2016 wechselt Heckmann zum Deutschen Meister Brose Baskets Bamberg. In Bamberg spielte er erstmals in der EuroLeague und gewann zudem als wichtiger Rollenspieler der Mannschaft die deutsche Meisterschaft 2015/2016 sowie 2016/2017. Teile des Spieljahres 2017/18 verpasste er aufgrund einer Schulteroperation.
Am Ende des Spieljahres 2018/19 kam es zwischen Heckmann und den Bambergern zur Trennung, er wechselte zu Ratiopharm Ulm. 2021 ging er nach Bamberg zurück. Nach der Saison 2023/24 trennten sich die Wege von Heckmann und Bamberg ein zweites Mal. Ende August 2024 gab Bundesligist Hamburg Towers Heckmanns Verpflichtung bekannt. Er erhielt zunächst einen Vertrag über drei Monate, um den verletzten Jan Niklas Wimberg zu ersetzen. Ende November 2024 verließ Heckmann die Norddeutschen. Wenige Tage später sicherten sich die Skyliners Frankfurt die Dienste des Flügelspielers, der bereits in der Vorbereitung auf die Saison 2024/25 mit der Mannschaft trainiert hatte. Seinen Einstand für Frankfurt gab Heckmann gegen Hamburg.

## Erfolge
- NBBL All-Star (2010, 2011)
- MVP des NBBL-Allstar Games (2010)[26]
- MVP der NBBL-Saison 2009/10[27]
- Deutscher Meister: 2016, 2017
- Deutscher Pokalsieger: 2017, 2019[28]
- Basketball-Bundesliga All-Star (2016, 2017, 2019)